# مؤسسة موديز
مؤسسة مودي (بالإنجليزية: Moody's Corporation)‏ هي شركة قابضة، أسسها جون مودي في عام 1909، وتملك خدمة مودي للمستثمرين (بالإنجليزية: Moody's Investors Service)‏ والتي تقوم بالأبحاث الاقتصادية والتحليلات المالية وتقييم مؤسسات خاصة وحكومية من حيث القوة المالية والائتمانية. وتسيطر مؤسسة موديز على ما يقارب 40% من سوق تقييم القدرة الائتمانية في العالم.

## تاريخ موديز
تتبع مؤسسة موديز تاريخها إلى شركتي نشر أسسهما جون مودي، مخترع التصنيفات الائتمانية الحديثة للسندات. تم نشره لأول مرة في عام 1900 من قبل جون مودي،
، قبل تسع سنوات من تأسيس شركة موديز. أطلق عليه في البداية دليل موديز للأوراق المالية الصناعية والمتنعة، ثم حل محله دليل موديز للسكك الحديدية والأوراق المالية للشرات، ثم تحليلات موديز للاستثمارات
في عام 1900، نشر مودي تقييمه الأول للسوق، والذي أطلق عليه دليل موديز للأوراق المالية الصناعية والمتنوعة، وأنشأ شركة John Moody & Company. قدم المنشور إحصائيات مفصلة تتعلق بأسهم وسندات المؤسسات المالية والوكالات الحكومية والتصنيع والتعدين والمرافق وشركات الأغذية. لقد حققت نجاحًا مبكرًا، حيث بيعت أول نسخة مطبوعة لها في أول شهرين لها.
بحلول عام 1903، كان دليل موديز منشورًا معترفًا به على المستوى الوطني. غذت الأزمة المالية عام 1907 العديد من التغييرات في الأسواق، بما في ذلك إنشاء نظام الاحتياطي الفيدرالي. في غضون ذلك، اضطر مودي لبيع شركته، بسبب نقص رأس المال. عاد مودي في عام 1909 بإصدار جديد يركز فقط على سندات السكك الحديدية، تحليل استثمارات السكك الحديدية، وشركة جديدة، شركة موديز أناليزيس للنشر.
في عام 1962، تم شراء خدمة المستثمرين من وكالة موديز من قبل شركة دان اند برادستريت، وهي شركة تعمل في مجال الإبلاغ الائتماني ذي الصلة، على الرغم من أنها استمرت في العمل إلى حد كبير كشركات مستقلة. بحلول أواخر التسعينات، أدى الأداء المتفوق لشركة موديز مقارنةً بشركتها الأم إلى ضغط المستثمرين لفصل الأعمال. في ديسمبر 1999، أعلنت شركة دان اند برادستريت أنها ستفصل خدمة المستثمرين من وكالة موديز إلى شركة منفصلة للتداول العام. تم الانتهاء من العرض في 30 سبتمبر 2000.

## مختبرات أبحاث موديز
كانت مختبرات ابحاث موديز حاضنة أعمال تركز على البحث والتطوير متخصصة في نمذجة وتحليل المخاطر المالية، وتركز على تطوير مثل هذه المنتجات لاستخدامها من قبل الأقسام الأخرى في شركة موديز كان رئيسها روجر شتاين. في مارس 2011، أعلنت تحليلات موديز عن إطلاق برنامج برمجي تم تطويره بواسطة مختبر ابحاثها، وهو محلل محفظة الرهن العقاري، لمساعدة مديري المحافظ في إدارة مخاطر الائتمان. تم حل مختبر موديز للابحاث في فبراير 2012.

## تصنيفات موديز

### طويلة الأجل
Aaa
الالتزامات ذات التصنيف Aaa تعتبر ذات نوعية ممتازة وتحمل أقل درجة مخاطر.
Aa1 و Aa2 و Aa3
تعتبر الالتزامات ذات نوعية مرتفعة ومعرضة لدرجة منخفضة من المخاطر، لكن احتمالات المخاطرة على المدى الطويل أعلى من تلك للتصنيف Aaa.
A1 و A2 و A3
تعتبر الالتزامات ذات التصنيف A ذات مستوى متوسط إلى مرتفع ومعرضة لدرجة منخفضة من المخاطر، ولكنها تحتوي على أمور قد تعرضها للضعف على المدى الطويل.
Baa1 و Baa2 و Baa3
الالتزامات في التصنيف Baa تعتبر ذا نوعية ائتمانية متوسطة وتحمل مستوى متوسط من المخاطر ولا يعتمد عليها.
Ba1 و Ba2 و Ba3
التزامات مشكوك في نوعيتها.
B1 و B2 و B3
تعتبر الالتزامات تخمينية ومعرضة لمخاطر ائتمانية مرتفعة.
Caa1 و Caa2 و Caa3
التزامات ضعيفة وتحمل مخاطر ائتمانية مرتفعة جداً. والمؤسسات التي تحمل هذا التصنيف قد تكون متأخرة مالية وعن السداد.
Ca
التزامات تخمينية بصورة كبيرة والمؤسسة تكون متأخرة عن سداد التزاماتها الإيداعية.
C
يعتبر التصنيف C هو الأدنى في التقييم وعادة ما تكون قيمة استرداد الالتزامات قليلة.

### قصيرة الأجل
Prime-1
المصدر أو المؤسسة المساندة لها قدرة عالية لسداد قروض قصيرة المدى.
Prime-2
المصدر أو المؤسسة المساندة لها قدرة جيدة لسداد قروض قصيرة المدى.
Prime-3
المصدر أو المؤسسة المساندة لها قدرة مقبولة لسداد قروض قصيرة المدى.
Not Prime
قدرة المصدر أو المؤسسة المساندة على السداد لا تقع ضمن التقسيمات السابقة.

## عمليات الاستحواذ
في عام 2019، اشترت شركة موديز الحصة الأكبر في شركة بيانات مخاطر المناخ في كاليفورنيا، والتي «تقيس المخاطر المادية» لـ «تغير المناخ». هذا الاستحواذ هو «أحدث مؤشر على أن الاحتباس الحراري يمكن أن يهدد الجدارة الائتمانية للحكومات والشركات» على مستوى العالم، وفقًا لمقال نُشر في 25 يوليو 2019 في صحيفة نيويورك تايمز.